# Rafik Halliche
Rafik Halliche, född 2 september 1986 i Alger, Algeriet, är en algerisk fotbollsspelare. Han har representerat Algeriets landslag.